# Корнелія Помпея Магна
Корнелія Помпея (лат. Cornelia Pompeia, 38 до н. е. — д/н) — римська матрона часів ранньої Римської імперії.

## Життєпис
Походила з патриціанського роду Корнеліїв. Донька Луція Корнелія Цинни, консула-суфекта 32 року до н. е., та Помпеї Магни. Народилася на Сицилії, де жили її батьки, вимушені залишити Італію і ховатися у ворожого триумвирам Секста Помпея. Рано втратила матір. В 36 році до н. е., після поразки Секста Помпея, батько Помпеї перейшов на бік Гая Цезаря Октавіана і отримав прощення. Приблизно до 16 року до н. е. вийшла заміж за Луція Скрибонія Лібона, сина Луція Скрибонія Лібона, консула 34 року до н. е. Про подальшу долю немає відомостей.

## Родина
Чоловік — Луцій Скрибоній Лібон.
Діти:
- Марк Скрибоній Лібон Друз
- Скрибонія Магна